# Rågvete

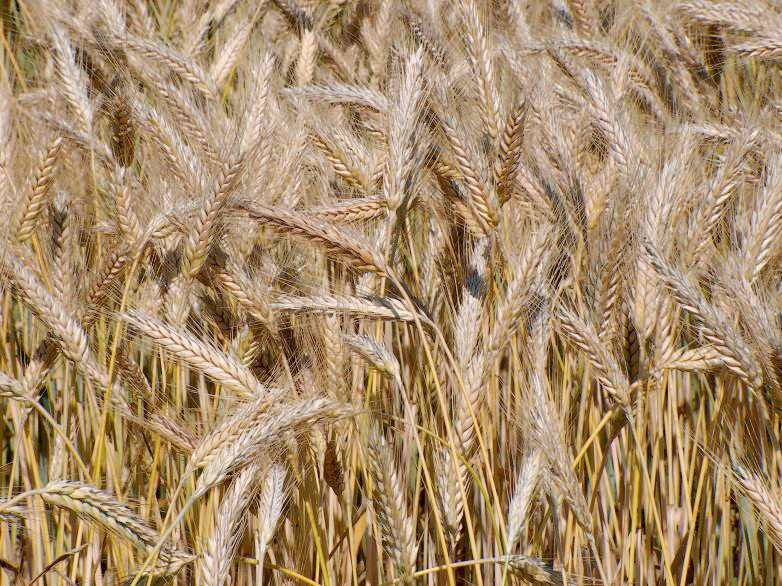
Rågvete

Rågvete (Triti[cose]cale rimpaui) är en råg-vete-hybrid som främst kommer till användning för foderändamål. Det är den enda arten i släktet Triticale. I stora delar av Sverige har rågvete den högsta hektarskörden av alla spannmålssorter. Trots detta har den bara en genomsnittsskörd på 5 100 kg per hektar, att jämföra med höstvetets 6 300 kg per hektar.
Det finns sorter som är förädlade för att ge mycket etanol per ton odlad gröda. Rågvetesorten Dinaro från Svalöv Weibull är en sådan sort ämnad för etanoltillverkning. Andra sorter är Talentro, Tritikon, Trimester, Kaskelott, Inpetto, Fidelio, Rorik och Algalo. Rågvete är utsatt för sjukdomen gulrost.

## Officiell statistik om rågvete
Den totala rågveteskörden i Sverige har varierat mellan 152 000 ton år 1999 och 276 000 ton år 2007. Rågveteskörden har redovisats sedan 1995. På Jordbruksverkets webbplats publiceras årligen statistik om hektar- och totalskördar av rågvete i det Statistiska meddelandet JO 16 SM Skörd av spannmål, trindsäd, oljeväxter, potatis och slåttervall.
Den areal som odlats med rågvete i Sverige har varierat mellan 67 000 hektar år 1998 och 31 000 hektar år 2002. Rågvetearealen har redovisats sedan 1993. På Jordbruksverkets webbplats publiceras årligen statistik om arealen som odlas med rågvete i det Statistiska meddelandet JO 10 SM Jordbruksmarkens användning. I FAO:s databas publiceras statistik om rågveteskörd och rågveteareal i världen under kategorin Production och underkategorin Crops.